# Maison d'édition
Pour les articles homonymes, voir Éditions.

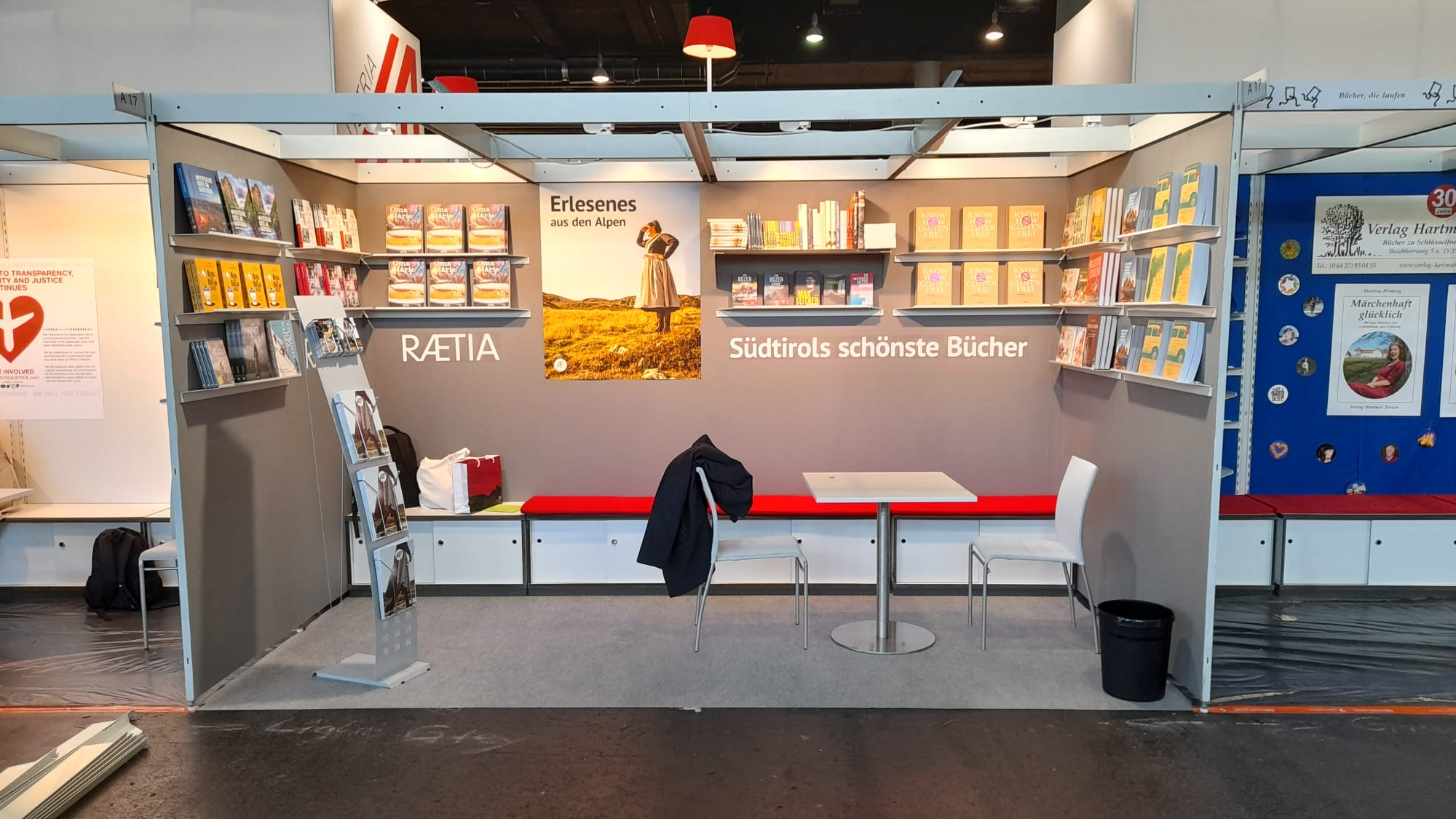
Stand de livres des Editions Raetia, Foire du livre de Francfort, 2021.

Une maison d’édition est une entreprise ou une association dont l’activité principale originelle est la production et la diffusion de documents. À l'origine, au XVIIIe siècle, ces documents édités étaient des livres imprimés et mis en page. Aujourd'hui, les produits d'une maison d’édition sont plus divers : livres dématérialisés, cahiers reliés, catalogues, fascicules, albums, classeurs, etc.

## Histoire

### Naissance d'un métier
C'est au milieu du XVIIIe siècle qu'apparaissent les premières véritables maisons d'édition, mais on ne parle pas encore d'un « éditeur » au sens que ce mot a maintenant, mais bien plutôt de librairie.
En Allemagne et en France, aussi bien qu'en Angleterre, le commerce de librairie évolue. Le libraire se voit accorder un privilège exclusif d'édition, avec d'un côté l'auteur qui perçoit généralement un forfait en échange de son manuscrit, un libraire qui en a l’exclusivité (copyright) et de l'autre un imprimeur qui matérialise le livre sous forme de cahiers cousus (la reliure reste un luxe). La diffusion (comptoir exclusif et représentations) et la distribution (colportage) étaient également très segmentées et quelque peu enclavées.
À Paris, l'entreprise éditoriale de L'Encyclopédie (1745-1772), qui associa quatre éditeurs parisiens et plus de cent-cinquante contributeurs français et étrangers, constitua l'une des pierres fondatrices d'un nouveau monde culturel émergeant : le livre au temps de l'industrialisation. Les premières messageries apparaissent à Londres, Amsterdam et Bruxelles, où par ailleurs la censure se fait discrète. Alors que l'Allemagne est le berceau de l'imprimerie moderne et le foyer des principales foires du livre (Francfort, mais surtout Leipzig), c'est seulement en 1816 avec Friedrich Christoph Perthes que la librairie allemande s'affirme en tant que telle. Après un vent de liberté et une explosion des publications de type périodique et pamphlétaire durant la Révolution, Napoléon fixe en France et pour soixante-dix ans les règles fondatrices de la librairie française.
On compte bientôt des noms comme la famille du Lillois Charles-Joseph Panckoucke, l'Anglais Richard Bentley (1794-1871, éditeur de Charles Dickens) ou les Écossais John Murray, Adam et Charles Black (un temps éditeurs de l'Encyclopædia Britannica), etc. Néanmoins les frontières entre les différents métiers du livre seront toujours quelque peu floues : libraire détaillant comptant plusieurs boutiques, mais aussi une imprimerie et des services de messagerie, c'est ce que développera Louis Hachette dès 1840.

### Révolution industrielle
Au cours de la première partie du XIXe siècle, à mesure que le taux d'alphabétisation progresse, la révolution industrielle s'accompagne d'une augmentation des tirages d'impression et d'une variété des produits offerts à la consommation : premiers livres populaires en format poche, premiers journaux à gros tirage sur rotative offrant des romans en feuilletons, premiers livres pour enfants illustrés. On assiste à la naissance de ce que l'on appellera le best-seller avec des auteurs comme Alexandre Dumas, Victor Hugo en France ou Walter Scott en Angleterre. Certaines maisons fondées pendant ces années séminales sont encore de nos jours en activité et constituent même le noyau originel d'importants groupes éditoriaux : Bertelsmann fondé en Allemagne en 1837 et aujourd'hui numéro 1 mondial du secteur média de masse ; Hachette fondé en 1826 à Paris et aujourd'hui filiale du Groupe Lagardère sous le nom d'Hachette Livre numéro un français et l'un des six grands groupes éditoriaux mondiaux ; le groupe britannique Pearson fondé en 1844 et originellement centré sur l'ingénierie opéra dès les années 1950 un virage vers les médias culturels de masse pour se hisser récemment aux sommets ; quant à l'Américain John Wiley & Sons fondé en 1807, il est toujours indépendant et fait figure d'exception.
À la fin du XIXe siècle, les maisons d'édition rivalisent sur les terrains éducatifs et de loisirs : lancement de magazines d'histoires vraies (les « reportages »), d'encyclopédies et d'usuels lexicographiques (Larousse), scientifiques (Springer Verlag) et scolaires (Hachette, Nathan, Armand Colin, Hatier). Vers 1910, les principaux éditeurs américains actuels apparaissent tels que McGraw-Hill tandis qu'en France des maisons comme Flammarion, Gallimard et Grasset investissent le terrain du roman et de l'essai à fort tirage.

### Grands groupes
Après 1945, apparaissent des accords de licence qui font la fortune des éditeurs : Hachette par exemple négocie avec Disney la publication en français des personnages tels que Mickey Mouse. En Belgique, naissent les premiers groupes éditoriaux de bande-dessinée à gros tirage avec Casterman. En 1953, Henri Filipacchi lance Le Livre de poche, un format importé des États-Unis et qui connaît un succès immédiat.
Dans les années 1970 et 1980, l'édition mondiale commence à se réorganiser. Des groupes multimédia internationaux se forment tels que l'Américain McGraw-Hill, les Italiens De Agostini et Rizzoli, tandis que la maison française Hachette, rachetée par le Groupe Lagardère devient tentaculaire au point d'être baptisée « la pieuvre verte » (d'après la couleur de son logo d'alors).
En réponse à ce regroupement de l’offre, on remarque l’émergence de nombreuses maisons d’édition indépendantes au cours des années 1990. On appelle « éditeur indépendant » une organisation éditoriale n'appartenant pas à un groupe d'actionnaires privés (holding) ou n'étant pas une filiale d'un groupe. La maison d'Éditions Michel Lafon est la première maison d'édition indépendante française.
Dans les années 1990-2000, des holdings éclatent comme le no 1 français CEP Communication alors filiale d'Havas et dont la branche livres deviendra plus tard et pour partie Editis, laquelle sera finalement absorbée par l'Espagnol Grupo Planeta. Le groupe Pearson rachète Macmillan, fondé en 1843 à Londres et dernier groupe familial indépendant de cette ampleur, pour le revendre en 2001 à l'allemand Holtzbrinck. Des maisons patrimoniales françaises comme Larousse, Hatier ou Nathan passent de groupe en groupe. La famille Flammarion vend sa maison à RCS MediaGroup, lequel la revend en 2012. D'énormes maisons d'édition américaines sont absorbées par des groupes multimédia transnationaux qui n'ont parfois que peu à voir avec le métier d'éditeur : l'imprimé compte en moyenne pour moins de 10 % dans le chiffre d'affaires de certaines de ces holdings.

## Fonctions
La maison d’édition agit généralement à titre d’intermédiaire entre un auteur et ses lecteurs. Elle supervise la production et la diffusion d’ouvrages qu’elle a sélectionnés au préalable.

### Sélection des textes
Avant de publier un texte, une maison d’édition doit s’assurer que celui-ci réponde à ses critères de sélection. Ces critères, qu’on peut généralement retrouver sur leur site internet, varient d’une maison d’édition à l’autre (ligne éditoriale, qualité de l’écriture et de l’intrigue, originalité, etc.). Si toutes les maisons d’édition n’ont pas un comité de lecture, elles ont néanmoins un système pour trier les manuscrits reçus et écarter ceux qui ne conviennent pas à leurs exigences éditoriales.
La loi française de 1910 rend le destinataire propriétaire exclusif de tout pli ayant quitté les mains de son expéditeur,,.
La sélection ne représente pas la seule fonction endossée par une maison d’édition. Celle-ci, une fois le texte choisi et le contrat d’édition signé, accompagnera l’auteur tout au long du processus de création et de diffusion du livre.

### Contrat d'édition
Le contrat d’édition définit les modalités de la relation entre un auteur et une maison d’édition. En tant qu’acte juridique, le contrat engage et oblige les deux parties. Les clauses, qui varient d’un contrat à l’autre, concernent entre autres les droits qui sont concédés à l’éditeur par l’auteur et, bien sûr, la rémunération de celui-ci.

#### À compte d'éditeur
Il s’agit de la norme dans l’industrie du livre. L’éditeur s’engage à prendre en charge les frais liés à la production, à la distribution et à la diffusion de l’ouvrage moyennant une cession des droits de publication (et parfois de traduction et d’adaptation) de l’auteur. En général, ce dernier reçoit en échange un montant d’argent à la signature du contrat et des redevances pour chaque livre vendu.

#### À compte d'auteur
Certaines maisons d’édition se définissent comme étant « à compte d’auteur », ce qui signifie qu’elles ne défraient pas les coûts de production des ouvrages qu’elles publient; c’est l’auteur qui paie pour tout. Dans ce type d’entreprise, un contrat est toujours signé entre l’auteur et la maison d’édition, mais celui-ci est plutôt considéré comme un contrat de service puisque l’auteur demeure généralement propriétaire des ouvrages créés et des droits de son œuvre.

### Production et diffusion
Une fois le texte choisi et le contrat d’édition signé, la maison d’édition accompagnera l’auteur tout au long du processus de création et de diffusion du livre. À l’étape de fabrication de l’objet-livre, la maison d’édition fait habituellement appel à des spécialistes : maquettiste, infographiste, illustrateur, imprimeur, etc. Son rôle est de coordonner les activités des différents intervenants et d’assurer que le produit final respecte la vision du projet.
Lorsque le livre est imprimé ou mis en forme pour la vente numérique, la maison d’édition s’en remet à un diffuseur et un distributeur qui ont pour tâche de s’assurer de trouver des points de vente et d’y acheminer des exemplaires.

## Organisation
Chaque maison d’édition dispose d’une organisation qui lui est propre et qui dépend de sa taille, de son champ de spécialisation, mais aussi de la quantité d’ouvrages publiés. Comme plusieurs fonctions peuvent être assurées par la même personne, les intitulés des postes varient énormément d’une entreprise à l’autre. L’éditeur ou directeur littéraire constitue toutefois un poste incontournable. Il possède un pouvoir de décision important puisque c’est lui qui est chargé d’évaluer les manuscrits et de sélectionner les élus qui seront publiés par la maison d’édition. Équivalent du rédacteur en chef dans le monde de la presse, c’est à cette personne que revient la critique et la révision des textes. Le directeur littéraire est habituellement appuyé par un ou plusieurs assistants à l’édition et, dans certains cas, par un comité de lecture.
Les postes de directeur artistique, de directeur commercial, d’attaché de presse et de graphiste sont également fréquents dans les maisons d’édition. Les tâches de correction, de révision et de diffusion sont souvent confiées à des sous-traitants ou à des entreprises spécialisées.

## Édition dans le monde

### Principaux groupes éditoriaux
Un groupe éditorial comprend plusieurs maisons d'édition ou filiales. La nationalité d'un groupe dépend de celle de son propriétaire et/ou de son siège social principal.
Dans le tableau ci-dessous, le chiffre d'affaires (CA) est exprimé en millions d'euros. Ce chiffre comprend uniquement les branches et secteurs livres et affiliés, tels que l'exprime généralement le bilan détaillé, publié par les commissaires aux comptes et mis à disposition du public. Certaines sociétés communiquant peu ou mal sur leurs données structurelles, nous n'avons ici informé que de façon certaine les années concernées.
D'un point de vue géographique et financier, ce tableau montre que l'Europe domine incontestablement le marché du livre et de l'édition en général, avec un volume global cumulé de plus de 28 milliards d'euros (2009).
| Éditeur                                     | Propriétaire                        | Pays                             | CA 2011 | CA 2013 | CA 2014 | CA 2017 |
| ------------------------------------------- | ----------------------------------- | -------------------------------- | ------- | ------- | ------- | ------- |
| Pearson Plc                                 | Actionnariat flottant               | Royaume-Uni                      | 6 470   | 6 464   | 5 860   | 5 434   |
| RELX Group                                  | Reed Elsevier plc & NV              | Royaume-Uni - Pays-Bas           | 4 395   | 5 049   | 4 443   | 5 022   |
| Thomson Reuters                             | The Woodbridge Company Ltd.         | Canada                           | 4 181   | 4 620   | 4 773   | 4 424   |
| Wolters Kluwer                              | Actionnariat flottant               | Pays-Bas                         | 3 354   | 4 077   | 3 692   | 3 576   |
| Houghton Mifflin Harcourt                   | Consortium de banques               | États-Unis - Îles Caïmans        | 996     | 1 143   | 1 137   | 1 261   |
| Penguin Random House                        | Bertelsmann AG - Pearson            | Allemagne - Royaume-Uni          | 1 749   | 3 036   | 3 353   | 3 796   |
| Phoenix Publishing & Media Company          | -                                   | Chine                            | -       | 2 344   | 2 353   | -       |
| China South Publishing & Media Group        | -                                   | Chine                            | -       | 1 854   | 2 138   | -       |
| Hachette Livre                              | Groupe Lagardère                    | France                           | 2 038   | 2 362   | 2 021   | 2 449   |
| Grupo Planeta                               | Actionnariat flottant               | Espagne                          | 1 772   | 1 791   | 1 610   | 1 767   |
| McGraw-Hill Education                       | Actionnariat flottant dont CGC      | États-Unis                       | 1 763   | 1 651   | 1 815   | 1 539   |
| Arnoldo Mondadori Editore                   | Gruppo Fininvest                    | Italie                           | -       | 383     | 340     | -       |
| John Wiley & Sons                           | Actionnariat flottant               | États-Unis                       | 1 341   | 1 459   | 1 510   | 1 539   |
| De Agostini Editore S.p.A.                  | B&D Holding/De Agostini Group       | Italie                           | 1 330   | -       | 1 133   | -       |
| Holtzbrinck                                 | Verlagsgruppe Georg von Holtzbrinck | Allemagne                        | 1 501   | 1 838   | 1 657   | 1 256   |
| HarperCollins                               | News Corporation                    | États-Unis - Australie           | 846     | 1 134   | 1 188   | 1 465   |
| Simon & Schuster                            | CBS Corporation                     | États-Unis                       | 605     | 670     | 645     | 743     |
| Woongjin ThinkBig                           | Woongjin Holding                    | Corée du Sud                     | -       | 510     | 478     | 523     |
| RCS Libri                                   | RCS MediaGroup                      | Italie                           | 513     | 288     | 224     | -       |
| Cengage Learning                            | Apax Partners, OMERS                | États-Unis - Canada              | 1 443   | 1 448   | 1 415   | 1 308   |
| China Publishing Group Corporation          | -                                   | Chine                            | -       | 1 242   | 1 339   | -       |
| Scholastic Corp.                            | Scholastic                          | États-Unis                       | 1 466   | 1 485   | 1 510   | 1 560   |
| Shueisha                                    | Shueisha                            | Japon                            | 1 320   | 987     | 856     | 932     |
| Shogakukan                                  | Shogakukan                          | Japon                            | 1 112   | 838     | 712     | 772     |
| Kōdansha                                    | Dai-Nippon Yūbenkai                 | Japon                            | 1 194   | 947     | 826     | 936     |
| Kadokawa Shoten                             | Kadokawa Holdings Inc.              | Japon                            | 696     | 746     | 657     | 894     |
| Springer Science+Business Media             | EQT Partners - GIC                  | Suède - Singapour                | 931     | 1 078   | 967     | 1 751   |
| China Education Publishing & Media Holdings | -                                   | Chine                            | -       | 954     | 918     | -       |
| Taylor and Francis                          | Informa plc                         | Royaume-Uni - Suisse             | 826     | 982     | 891     | 1 100   |
| Bonnier                                     | The Bonnier Group                   | Suède                            | 703     | 809     | 693     | 680     |
| Oxford University Press                     | Oxford University                   | Royaume-Uni                      | 773     | 1 039   | 979     | 1 020   |
| Grupo Santillana                            | Prisa                               | Espagne                          | 720     | 845     | 657     | 702     |
| Gakken                                      | Gakken Holdings Co. Ltd.            | Japon                            | 803     | 246     | 213     | 250     |
| Egmont Books & Kids Media                   | Egmont International Holding A/S    | Danemark                         | 541     | 912     | 742     | 592     |
| Klett Verlag                                | Klett Gruppe                        | Allemagne                        | 457     | 515     | 464     | 655     |
| Groupe Madrigall                            | Famille Gallimard - LVMH            | France                           | -       | -       | 440     | 462     |
| Lefebvre Sarrut                             | Famille Gallimard - LVMH            | France                           | 359     | 463     | 399     | 482     |
| Cornelsen Verlag                            | Cornelsen                           | Allemagne                        | 429     | 379     | 287     | 278     |
| Messagerie / GeMS                           | Messaggerie Italiane                | Italie                           | -       | 450     | 381     | 434     |
| Média participations                        | Montagne / Michelin                 | Belgique - France                | 340     | 348     | 381     | 369     |
| Editions Lumumba                            | Valery NGOY NDALA                   | République démocratique du Congo | 356     | 358     | 339     | 369     |

NB : China Education and Media Group (Chine) fait son entrée dans le classement en 2012. La société éditrice du Reader's Digest est en faillite depuis 2013.

### Allemagne
Le marché du livre allemand est dominé par le groupe spécialisé en média de masse, la multinationale Bertelsmann. Contrairement au marché français par exemple, d'autres maisons d'édition particulièrement dynamiques ont pu se développer et rivaliser sur le terrain de l'imprimé et du numérique. Ainsi, Hotlzbrinck, mais aussi Klett et Cornelsen, sont deux éditeurs scolaires actuellement en pleine croissance.

### Canada
La majorité de l'industrie éditoriale canadienne se concentre en Ontario, en particulier à Toronto, et au Québec. L’édition est majoritairement anglophone puisque la population francophone du pays ne regroupe que 7 millions de locuteurs.
Le marché canadien représente une tête de pont pour les secteurs de croissance que sont les États-Unis, l'Europe et surtout l'Asie. Ainsi, des groupes comme Thomson Reuters, reposant en partie sur une agence de presse et d'informations stratégiques, et Quebecor World, pour ce qui est de la filière du bois et de l'impression, s'assurent une position largement dominante.

### Chine
Ce pays représente un acteur émergeant dans l'édition où l'on comptait plus de 570 maisons d'édition, la moitié se trouvant à Pékin, dont quatre sociétés dominantes composées de capitaux mixtes et totalisant un chiffre d'affaires de près de 7 milliards d'euros en 2014 : ce secteur connaît une pleine croissance depuis 2008.

### Italie
Le marché de l'édition de livres est hyper-concentré, dominé par Arnoldo Mondadori Editore, suivi par les Messaggerie Italiane et Giunti Editore. Deux multinationales sont par ailleurs prépondérantes, De Agostini et Panini.

### Japon
Quatre groupes totalisant près de 3,5 milliards d'euros de chiffre d'affaires dominent le marché japonais. Kōdansha, qui appartient au conglomérat Dai-Nippon Yūbenkai, reste l'établissement le plus prestigieux de l’archipel.

### Pays-Bas
L'histoire des maisons d'édition néerlandaises s'inscrit dans une très ancienne tradition, mêlant innovations éditoriales et commerciales, taux élevé d'alphabétisation (100 % vers 1910) et goût pour la lecture, et enfin, une grande tolérance : à partir de 1880, la maison Elsevier est déjà l'une des plus importantes dans le domaine du livre scientifique et universitaire, publiant de nombreuses traductions dans des langues très variées. En s'associant à Reed, elle forme au début des années 2000 le deuxième groupe mondial. Wolters Samson, formé originellement en 1836, également spécialisé dans les domaines scientifiques, techniques et médicaux (STM), a fusionné en 1989 avec Kluwer Publishers pour empêcher Elsevier de constituer un monopole de fait. À eux deux, ces groupes totalisent près de 8,5 milliards de chiffre d'affaires (2009).

### Royaume-Uni
Ce pays est le siège des deux plus gros conglomérats éditoriaux, à savoir Pearson et Reed Elsevier. Le premier est dirigé par une femme, Marjorie Scardino, ce qui, dans un univers dominé par les figures patrimoniales masculines depuis plusieurs siècles, augure d'un véritable changement dans l'évolution de ce métier. Autre trait remarquable, l'existence du plus important éditeur universitaire au monde, l'Oxford University Press (1586), également la plus ancienne maison d'édition encore en activité avec sa consœur la Cambridge University Press (1534), toutes deux indépendantes de surcroit.

### France
Le monde éditorial français n'a de cesse ces dernières années d'évoluer, même si de nos jours, 70 % des éditeurs sont établis à Paris : les phénomènes de concentration et de rachats, notamment par des groupes étrangers, ainsi que les transferts de technologies vers le numérique, sont en partie la cause de cette métamorphose.
Le paysage éditorial français est cependant quelque peu dominé par la situation quasi oligopolistique d'Hachette Livre, et ce, depuis les années 1950.
En 1984, il existe un peu plus de 700 maisons d'édition pour traiter 40 000 manuscrits dont les maisons d'édition Gallimard ou Le Seuil en traitent 5 000 par année.
Cependant, entre 1996 et 2002, le Groupe de la Cité passa devant Hachette. Actuellement, cette maison fait partie des six premiers groupes éditoriaux mondiaux. Les autres grands groupes sont en 2014 : Editis (espagnol), Madrigall et Lefebvre Sarrut.
La France dispose actuellement d’un secteur éditorial représenté par un syndicat professionnel, le Syndicat national de l'édition (SNE).
Le nombre annuel de nouveautés a été multiplié par trente en l'espace de trente ans. 63 601 titres sont parus en France en 2008. Ce dynamisme n'est qu'apparent, le nombre de ventes d'ouvrages tend à stagner, voire à baisser (2005, 2006 et 2011), alors même que le nombre annuel de nouveaux titres croît à raison de 3 % en moyenne par an.
Les principaux groupes éditoriaux, afin de garder une certaine influence, sont contraints de se diversifier et d'augmenter leurs marques d'édition afin de s'assurer une plus grande visibilité. Editis en rassemble, par exemple, plus de 40. Hachette Livre et Editis, avec une part de marché de 35 % du marché français en 2009, constituent un oligopole à frange.
En juin 2012, Gallimard rachète le Groupe Flammarion, constituant le 3e groupe éditorial français.
En février 2022, le groupe Bolloré a annoncé une OPA (Offre Publique d'achat) sur le groupe Lagardère, ce qui a provoqué un séisme dans l'édition française. Le groupe Vivendi, dirigé par V. Bolloré, détient déjà à peu près 45 % du capital de Lagardère. Le but de cette opération : évincer le fonds de pension américain Amber et mettre main basse sur un géant Français - de quoi asseoir un peu plus son pouvoir. Vivendi envisage de porter le prix de l’action à 25,50 euros, soit 5 % de plus que sa valeur, aux actionnaires qui voudraient céder leurs titres immédiatement. De cette manière Bolloré contrôlerait les deux géants de l'édition français : Éditis (appartenant déjà à Vivendi) et Lagardère (Hachette), ensemble ces deux maisons contrôlent entre 50 et 60% du marché du livre en France. Finalement, le 9 juin 2023, Vivendi annonce "avoir obtenu l’autorisation de la Commission européenne de réaliser son projet de rapprochement avec le groupe Lagardère", sous réserve d'une cession de 100% du capital d'Editis et du magazine Gala. La cession d'Editis au groupe IMI, filiale de Czech Media Invest – société fondée par Daniel Křetínský –, est officialisée le 16 juin 2023.

## Édition numérique
La plupart des grandes maisons d'édition investissent le marché du livre numérique. À la suite des éditeurs dits « pure players » (les maisons d'édition qui ne publient qu'en numérique), les éditeurs classiques se lancent dans la production de fichiers numériques directement utilisables sur certains supports de lecture (liseuses, tablettes, téléphones intelligents, etc.), et en même temps que les éditions imprimées d'un même livre. Les principaux revendeurs ne sont pas des libraires, mais les acteurs incontournables que sont devenus Amazon, Kobo, Apple ou Google Play Livres.
Les nouvelles possibilités technologiques forcent les maisons d’édition à se doter de départements qui prennent en charge les tâches spécifiques à la production numérique. La diffusion sous plusieurs formats demande également d’adopter une nouvelle façon de structurer les contenus qui seront publiés. C’est donc une véritable restructuration du milieu éditorial qui a lieu dès le début des années 2000.
Si le virage numérique a rapidement été emprunté par une grande partie des maisons d’édition universitaires, d’autres secteurs, dont le domaine scolaire, ont tardé à offrir leurs publications sous format numérique. De manière générale, l’édition littéraire a accusé pendant un temps un certain retard face à l’édition scientifique et technique en ce qui concerne le passage au numérique.